# تونل جنگ
تونل جنگ (انگلیسی: Tunnel War) یک فیلم در مورد جنگ دوم چین و ژاپن است که در سال ۱۹۶۵ منتشر شد.